# Alexandre Orlov (diplomate)
Pour les articles homonymes, voir Orlov.
Alexandre Constantinovitch Orlov (en russe : Алекса́ндр Константи́нович Орло́в), né le 17 mars 1948, est un diplomate ambassadeur de la fédération de Russie à Paris de 2008 à 2017.

## Biographie

### Carrière
Son père diplomate travaillait déjà en France, boulevard Lannes, où se trouve l'ambassade russe. Alexandre Orlov passe donc une partie de son enfance dans la capitale française.
Il termine en 1971 ses études à l'Institut d'État des relations internationales de Moscou (MGIMO), avant d'être intégré au ministère des Affaires étrangères.
De 1993 à 1998, il est ministre-conseiller à l'ambassade de la fédération de Russie auprès de la République française. De 1998 à 2001, il est directeur du premier département européen du ministère des Affaires étrangères de Russie. Ensuite du 31 mai 2001 au 3 janvier 2007, Alexandre Orlov est représentant permanent de la fédération de Russie auprès du Conseil de l'Europe à Strasbourg. Il retourne à Moscou en 2007, où il dirige le département des relations avec les sujets de la fédération de Russie.

### Ambassadeur en France
Le 14 octobre 2008, Alexandre Orlov est nommé ambassadeur extraordinaire et plénipotentiaire en France et le 1er décembre suivant, il est également accrédité auprès de la principauté de Monaco.
Le 29 juin 2010, il publie de concert avec Tomasz Orłowski, ambassadeur de Pologne en France, une tribune dans Le Monde appelant à la réconciliation russo-polonaise, après les gestes échangés entre Donald Tusk et Vladimir Poutine à la suite de la mort accidentelle du président Kaczyński .
Le 15 octobre 2010, il donne le « coup d'envoi » du concours international d'architectes lancé pour la construction d'un nouveau centre spirituel et culturel orthodoxe russe, à Paris, à l'angle du quai Branly et de l'avenue Rapp,.
En vue de l'élection présidentielle française de 2017, il déclare que s’il était français, il voterait « pour le parti républicain », quoiqu’il « aime bien Jean-Luc Mélenchon ».
Après avoir quitté son poste d'ambassadeur en 2017, il devient secrétaire général exécutif du Dialogue de Trianon, un forum visant à renforcer les échanges entre les sociétés civiles françaises et russes. Il est aussi investi dans la fondation Leaders pour la paix de Jean-Pierre Raffarin et dans la banque d'affaires de Jean-Pierre Thomas.
En 2020, il publie avec le journaliste Renaud Girard Un ambassadeur russe à Paris (Fayard), livre autobiographique préfacé par la secrétaire perpétuelle de l'Académie française Hélène Carrère d'Encausse.

### Vie personnelle
Marié en secondes noces, il a deux fils et deux filles. Il parle, outre le russe, le français, l'anglais et l'italien.

## Honneurs
- 28 février 2008 : Ordre de l'Amitié[6].
- 2015 :  Officier de l'ordre de Saint-Charles[7].